# Acide jacarique
L'acide jacarique est un acide gras polyinsaturé correspondant à l'acide cis,trans,cis-Δ8,10,12 octadécatriénoïque (18:3) et possédant un système conjugué de trois doubles liaisons. On le trouve dans les graines du flamboyant bleu, une espèce de jacarandas, où il constitue environ 36 % des acides gras.
L'acide jacarique présente une forte activité antitumorale aussi bien in vitro qu'in vivo.